# Pietro Torrigiano

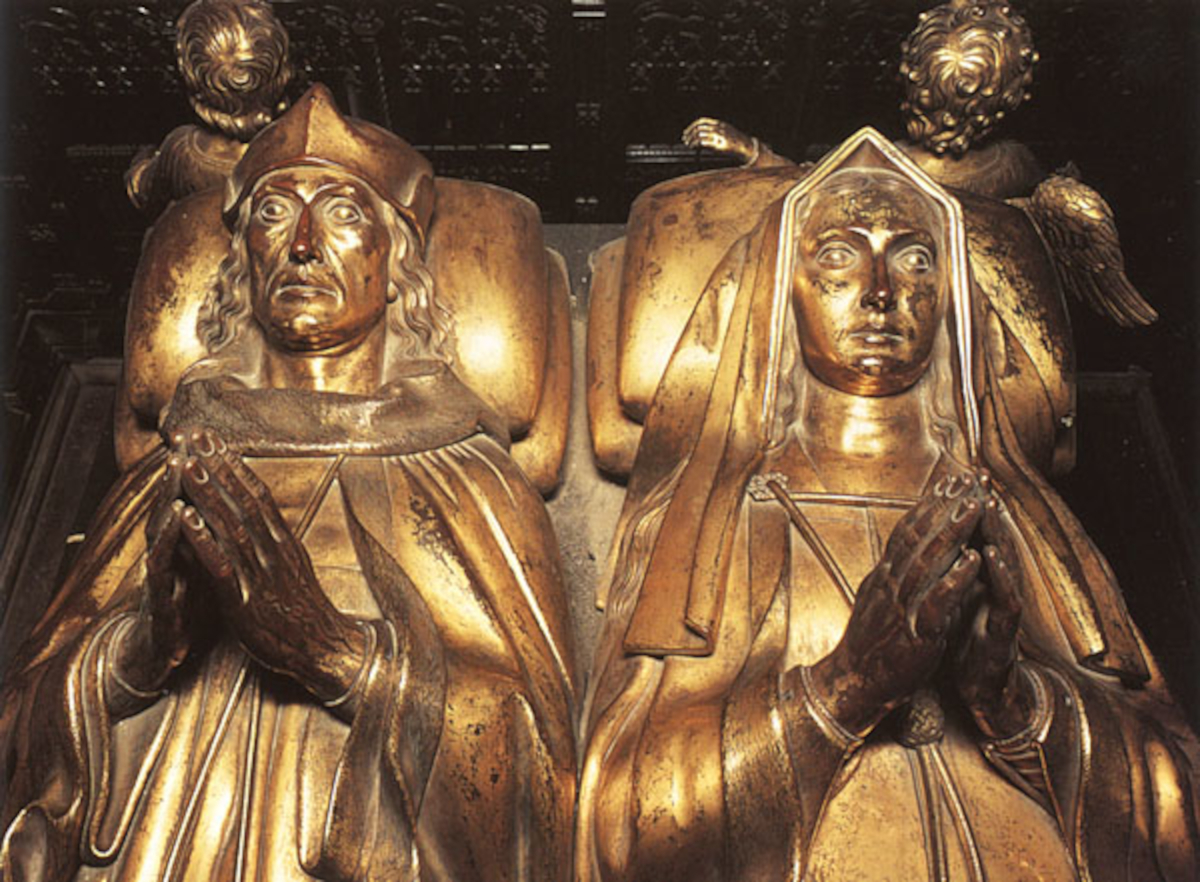
Grób Henryka VII Tudora i Elżbiety York stworzony przez Torrigianego

Pietro Torrigiano, też Pietro Torrigiani (ur. 24 listopada 1472 we Florencji, zm. 1528 w Sewilli) – włoski rzeźbiarz i malarz, znany dzięki wprowadzeniu sztuki renesansowej do Anglii.
Pochodził z Florencji. Był uczniem Bertolda di Giovanniego. Według przekazów miał on skonfliktować się z młodszym od niego Michałem Aniołem. W zależności od źródeł podaje się, że Michał Anioł miał jako pierwszy obrazić Torrigianego podczas wspólnego rysowania wnętrz pewnego z florenckich kościołów bądź też konflikt rozpoczął Torrigiano, zazdrosny o talent młodszego kolegi. Za złamanie nosa Michałowi Aniołowi Torrigiano został wydalony ze szkoły, ponadto został znienawidzony przez mieszkańców Florencji.
Ok. 1492–1495 wyrzeźbił Zbawiciela. Wykonana z polichromowanego drewna rzeźba znajduje się w zakrystii kościoła Santa Trinita we Florencji.
Po opuszczeniu Florencji pracował w Rzymie, Bolonii, Sienie. W latach 1509–1510 pracował w Niderlandach, następnie w latach 1511–1518 w Anglii. Tam stworzył grobowce dla Henryka VII Tudora i Elżbiety York, a także dla Małgorzaty Beaufort. Przyczynił się do upowszechnienia sztuki renesansowej w Anglii.
W 1521 roku osiadł w Sewilli, gdzie spędził resztę życia. Giorgio Vasari podaje, że Torrigiano zagłodził się na śmierć po tym, jak został uwięziony przez inkwizycję hiszpańską.